# اسماعیل خالد (بازیکن فوتبال، زاده ۱۹۹۷)
اسماعیل خالد (انگلیسی: Ismael Khaled؛ زادهٔ ۱۵ ژوئیهٔ ۱۹۹۷) بازیکن فوتبال اهل امارات متحده عربی است.